# Hannes Kolehmainen
Johannes Petteri ”Hannes” Kolehmainen, född 9 december 1889 i Kuopio, död 11 januari 1966 i Helsingfors, finländsk långdistanslöpare som vann tre guldmedaljer vid Olympiska sommarspelen i Stockholm: 5 000 meter, 10 000 meter och terränglöpning.
Hannes Kolehmainen var den yngste och mest framgångsrika av en brödratrio av löpare (de övriga bröderna var Tatu född 1885 och Villjam född 1887) som kom lägga grunden för betydande framgångar för Finlands särskilt inom långlopp inom löpningen.

## Karriär

### 1912
Kolehmainen sprang snabbt i OS i Stockholm 1912. Vid 10 000 löpte han i mål på 31.20,8, mer än ett halvt varv före silvermedaljören. 5 000-metersloppet avgjordes efter en långvarig duell med fransmannen Jean Bouin. Bouin ledde länge loppet men passerades av Kolehmainen 20 meter före mål. Tiderna i mål – 14.36,6 respektive 14.36,7 – fick tidskontrollanterna att först tro att de båda hade ett varv kvar; det gällande världsrekordet slogs med nästan en halv minut.
Kolehmainen var även med i Finlands terränglöpningslag som tog en silvermedalj. Storfurstendömet Finland som då var en del av ryska imperiet hade ett eget lag vid OS.

### Senare karriär
Kolehmainens karriär avbröts av första världskriget, men under de första olympiska spelen efter kriget vann han maratonloppet.
1919–1920 tävlade han i USA, även i inomhuslopp. 1920 satte han världsrekord på 25 kilometer och 1925 på 30 kilometer.

## Källhänvisningar
1. 1 2  Kolehmainen, Hannes i Svensk uppslagsbok
2. ↑  ”Kolehmainen, Hannes”. Biografiskt lexikon för Finland. Helsingfors: Svenska litteratursällskapet i Finland. 2008–2011. URN:NBN:fi:sls-4422-1416928957028